# Seznam zeměpisných rekordů Česka
Tento článek je seznamem zeměpisných rekordů Česka. Obsahuje informace, jako například která hora v Česku je nejvyšší, které jezero je největší ap. Zeměpisných rekordů je obrovské množství a tento článek nemůže zachytit všechny. Zachycuje proto jen vybrané rekordy.

## Rekordy

### Poloha
- historická země zabírající největší část ČR – Čechy; na 2. místě – Morava; na 3. místě – Slezsko (v ČR jen České Slezsko)
- nejsevernější město – Šluknov[1]
- nejsevernější obec – Lobendava (okres Děčín), 51°3′20″ s. š., 14°18′58″ v. d., 4328 km od severního pólu
- nejjižnější město – Vyšší Brod[1] (okres Český Krumlov), 48°33′9″ s. š., 14°19′59″ v. d., 5396 km od rovníku
- nejjižnější obec – Horní Dvořiště[1] Město Vyšší Brod
- nejzápadnější město – Hranice

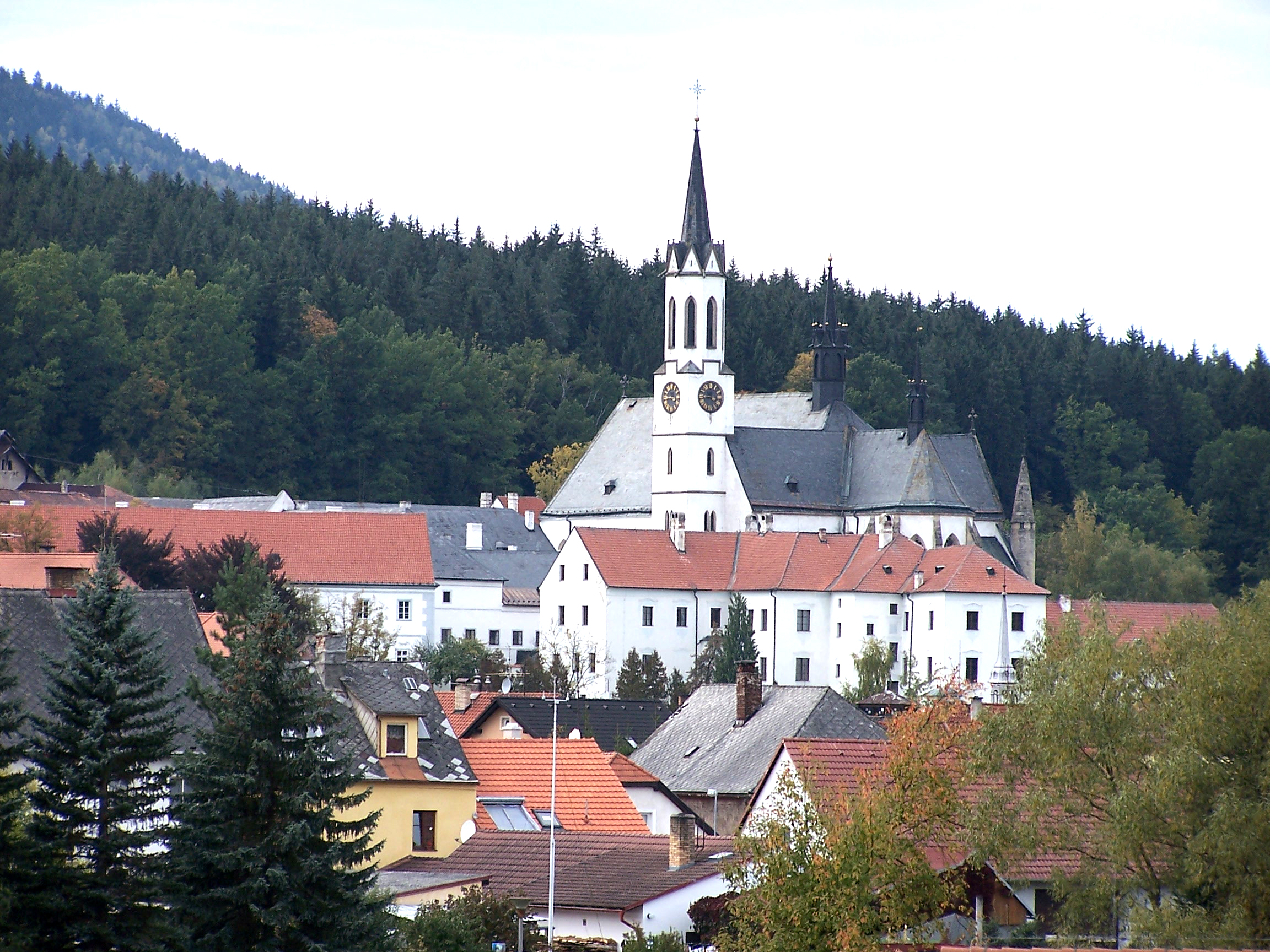
Město Vyšší Brod

- nejzápadnější obec – Krásná (okres Cheb), 50°15′7″ s. š., 12°5′29″ v. d.
- nejvýchodnější město – Jablunkov
- nejvýchodnější obec – Bukovec (okres Frýdek-Místek), 49°31′30″ s. š., 18°50′4″ v. d.
- vzdálenost mezi nejzápadnějším a nejvýchodnějším bodem státního území – 493 km
- vzdálenost mezi nejsevernějším a nejjižnějším bodem státního území – 278 km
- stát, se kterým má Česko nejdelší část státních hranic – Německo, 815 km[2] nebo 810 km(?); na 2. místě – Polsko, 762 km(?) nebo 712,5 km[2](?)
- stát, se kterým má Česko nejkratší část státních hranic – Slovensko, 265 km[2](?) nebo 242 km(?); na 2. místě – Rakousko, 466 km(?) nebo 442,8 km[2](?)
- nejkratší vzdálenost nejsevernějšího bodu od moře – 290 km (od Štětínského zálivu v Baltském moři)
- nejkratší vzdálenost nejjižnějšího bodu od moře – 313 km (od Terstského zálivu v Jaderském moři)

### Povrch
- geomorfologický systém zabírající největší část ČR – Hercynský systém (největší území zabírá Česká vysočina); na 2. místě – Alpsko-himálajský systém
- geomorfologický celek zabírající největší část ČR – Nízký Jeseník (2894 km2)[3]
- geomorfologický celek zabírající nejmenší část ČR – Jablunkovské mezihoří (26 km2)[3]
- nejvyšší přírodní bod – bod na česko-polské státní hranici 3,5 m od polského vrcholu Sněžky v Krkonoších, 1603,2 m;[4][5] Vrchol Sněžky s kaplí sv. Vavřince

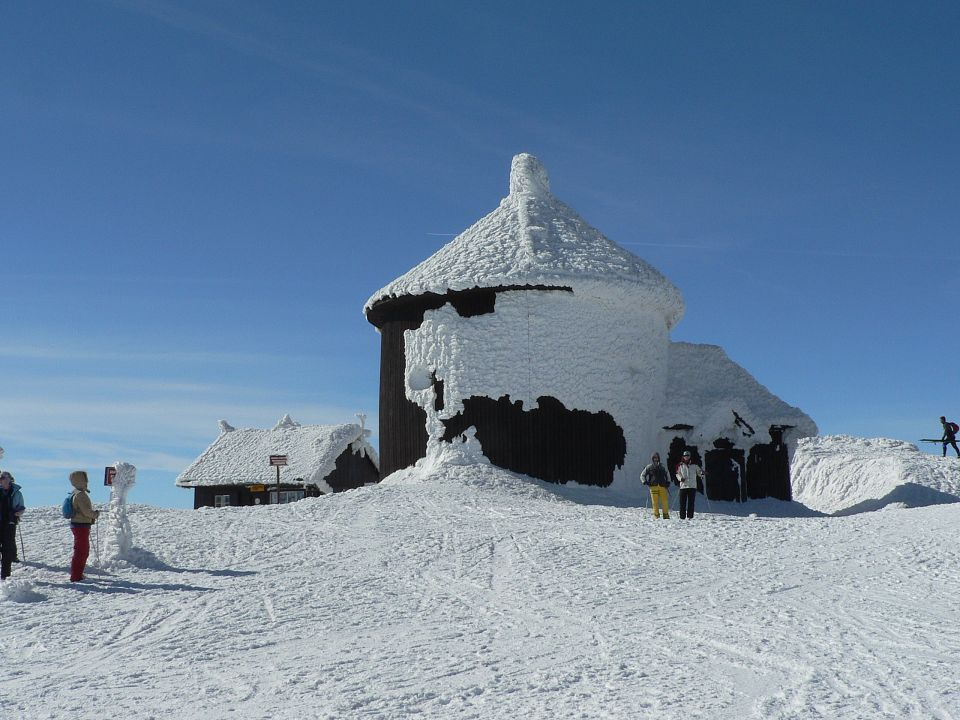
Vrchol Sněžky s kaplí sv. Vavřince

- nejvyšší umělý bod – vrchol vysílače na Pradědu v Jeseníkách, 1638 m[3] Vysílač na Pradědu

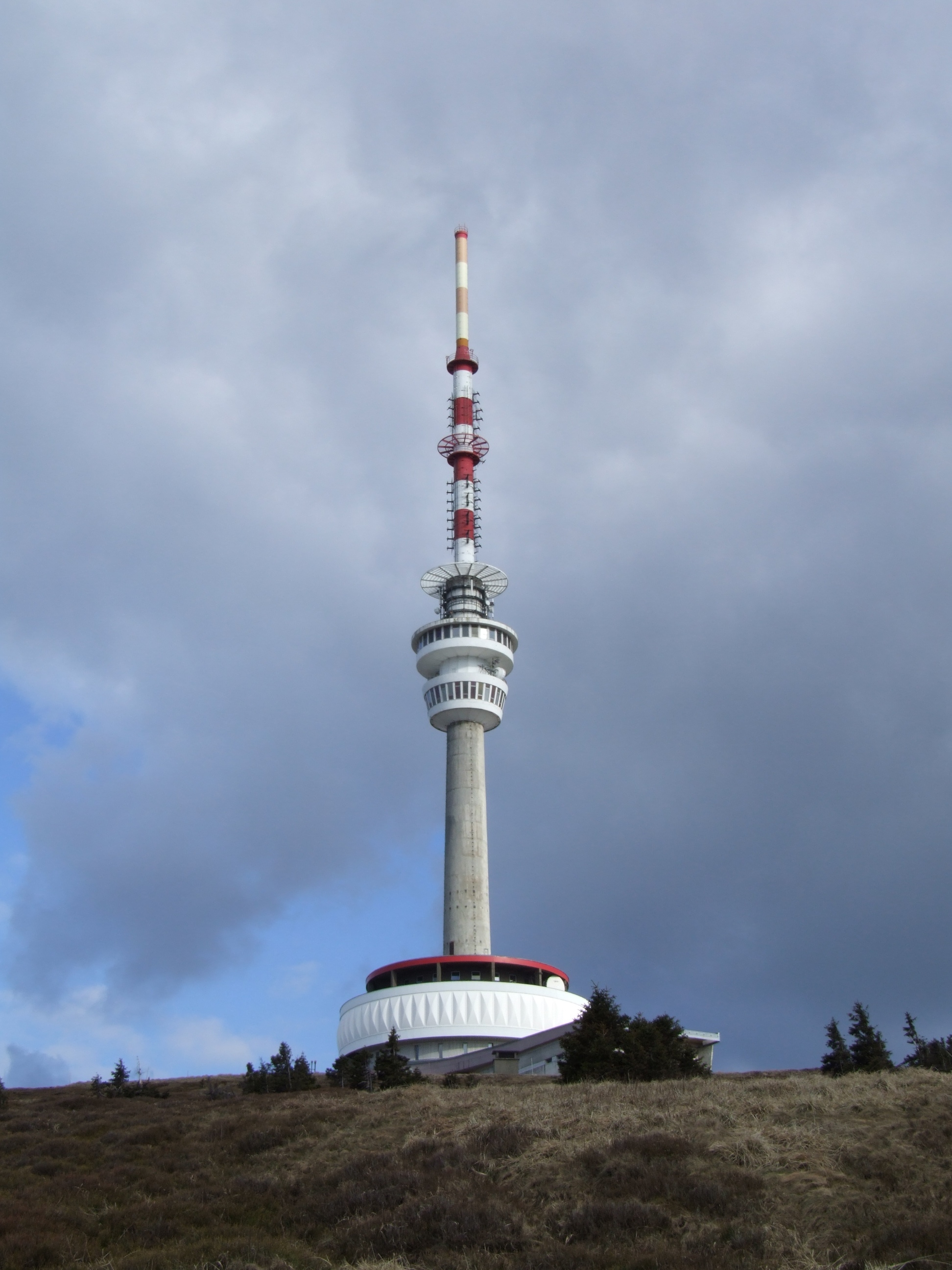
Vysílač na Pradědu

- nejhlubší důl ČR (nejspíše i nejnižší dosažené místo ČR) – Jáma 16 bývalých Uranových dolů Příbram – hloubka 1838 m pod povrchem (přibližně -1250 m n. m.)
- nejhlubší vrt ČR – u obce Jablůnka, vrt dosahuje hloubky 6 506 m a byl proveden v roce 1982
- geomorfologický celek s největší střední výškou – Králický Sněžník (930,9 m)[3]
- přírodní bod s nejmenší nadmořskou výškou – hladina řeky Labe na hranici s Německem u Hřenska, 128 m n. m.[6](?) nebo 116 m n. m. nebo 115 m n. m.[3](?) Labe v Hřensku

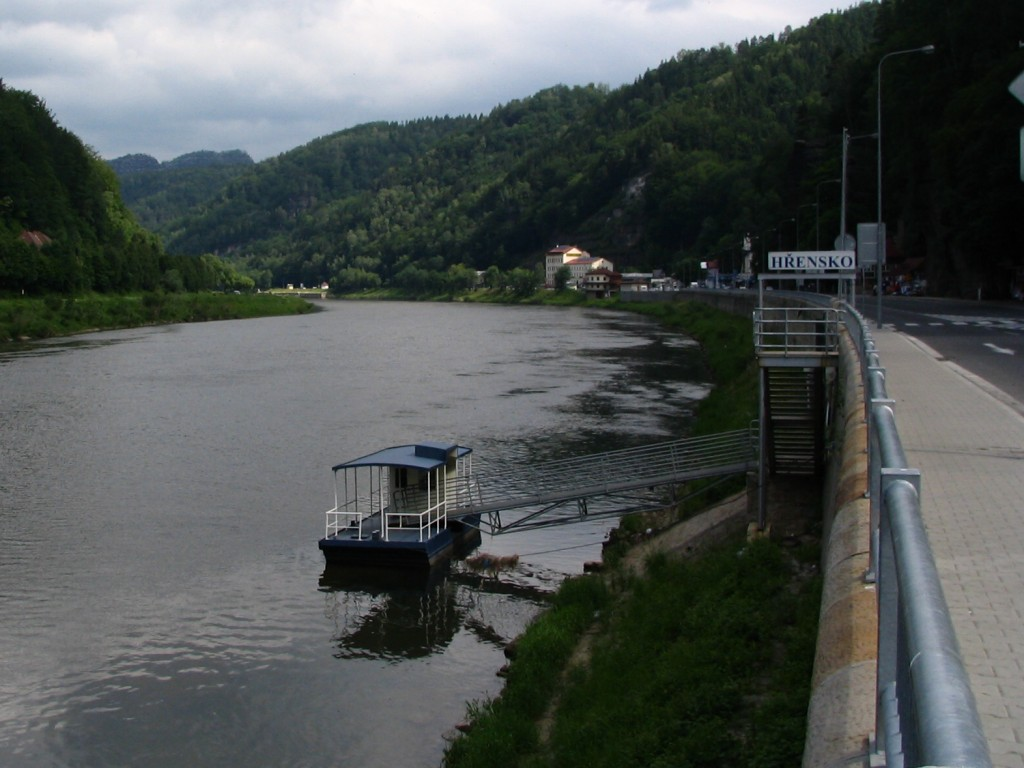
Labe v Hřensku

- umělý bod na povrchu země s nejmenší nadmořskou výškou – dno hnědouhelného lomu Bílina u Bíliny v okrese Teplice, 20,4 m n. m.[7]
- nejvýše ležící obec podle polohy obecního úřadu, pošty a kostela[8] – Kvilda[9] (okres Prachatice), 1065 m n. m. Obec Kvilda

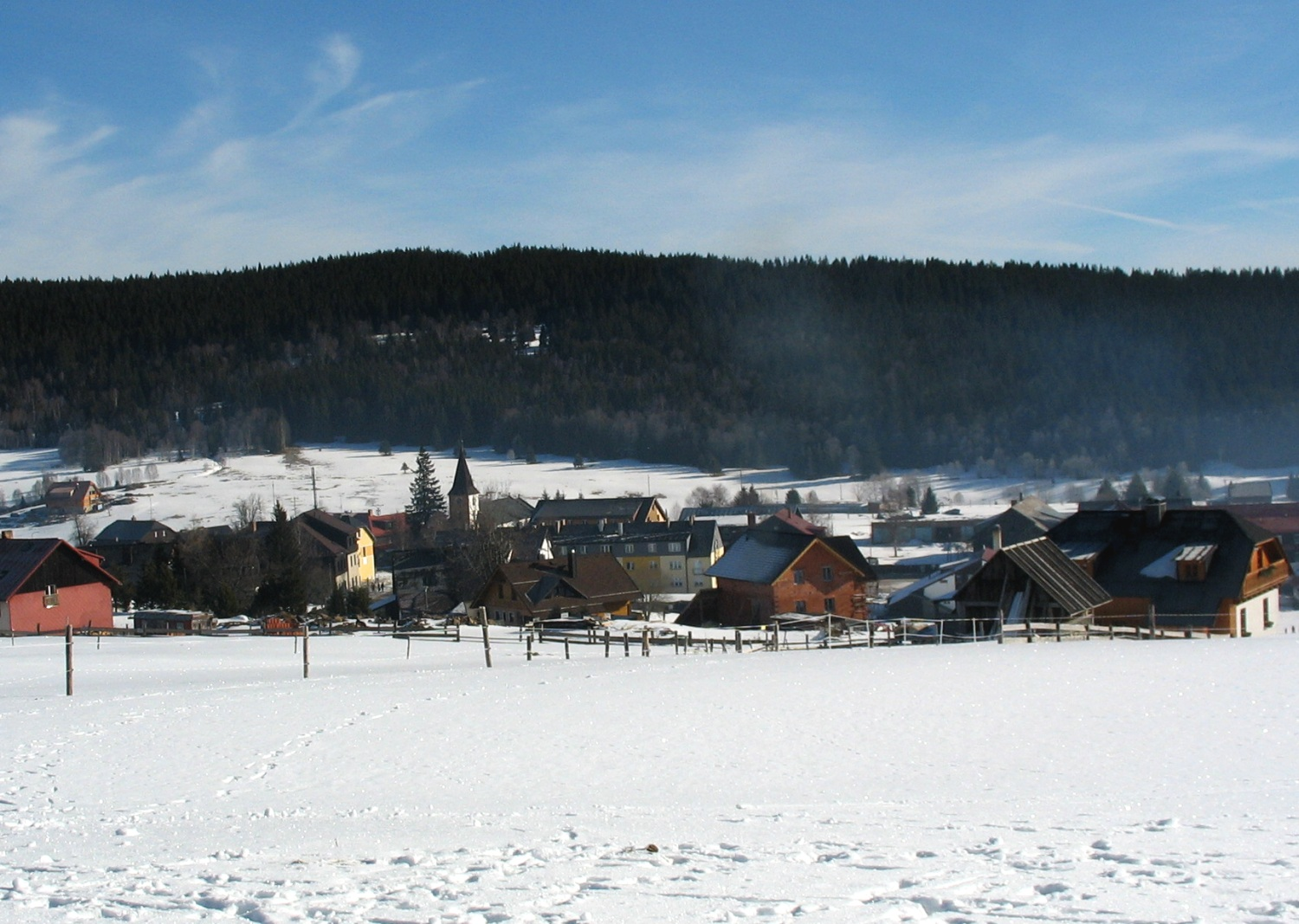
Obec Kvilda

- nejvýše ležící sídlo – Filipova Huť (okres Klatovy), 1093 m n. m.,[3]
- nejníže ležící obec – Hřensko (okres Děčín), 130 m n. m.[3]

### Vodstvo

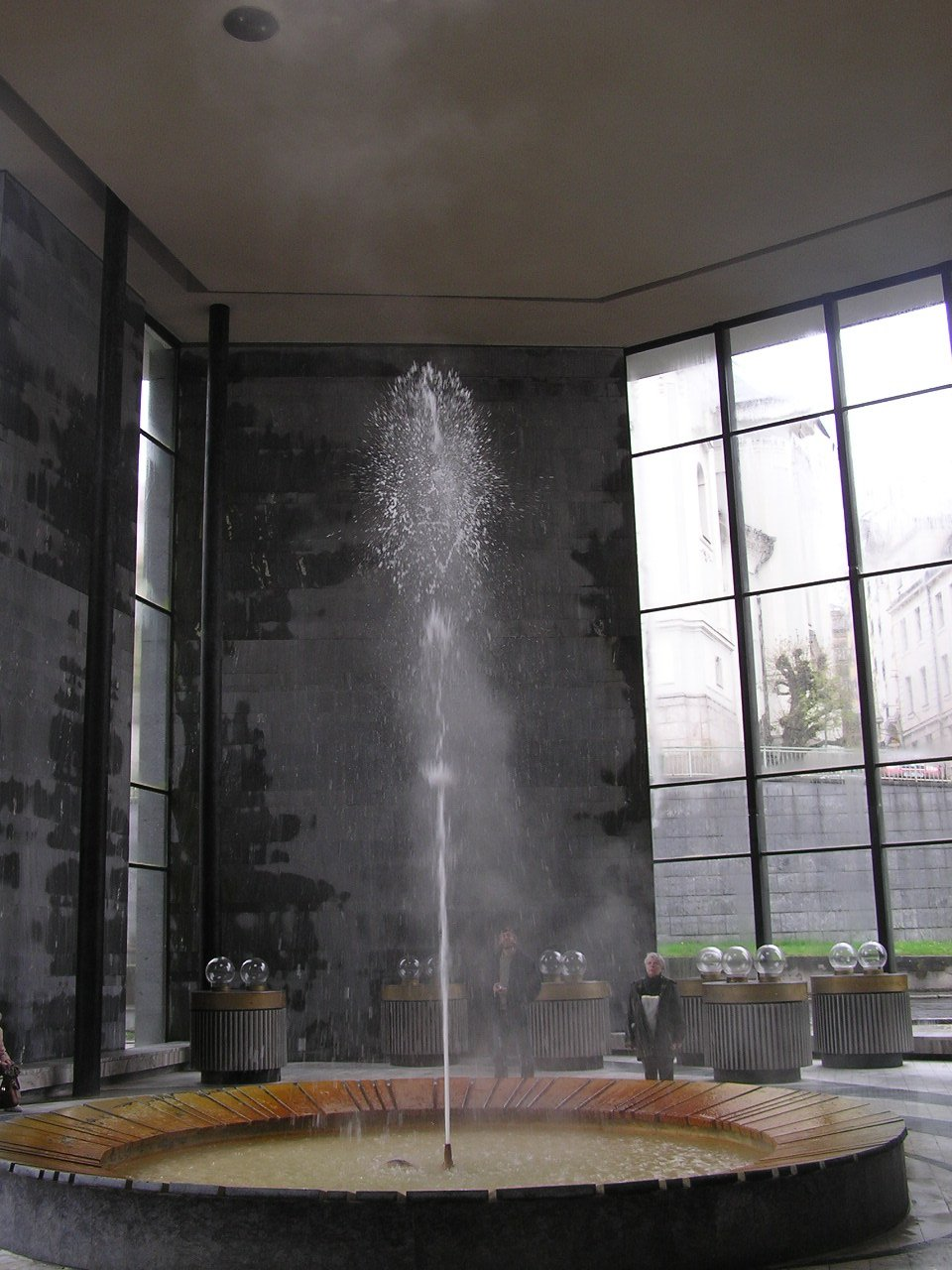
Karlovarské Vřídlo

- nejdelší řeka na českém území – Vltava, 430 km(?) nebo 430,2 km[1](?) nebo 433 km[10][3][11](?) nebo 440 km(?) nebo 440,25 km(?)
- nejdelší řeka tekoucí z Česka – Labe (německy die Elbe) o celkové délce 1154 km[11] – kratší část leží v ČR (357 km[10][11](?) nebo 358,3 km(?) nebo 370 km(?) nebo 379 km(?)), delší část v Německu
- 2 nejdelší řeky nebo části řek na českém území – Vltava spolu s českou částí Labe, 542 km
- nejvodnější řeka – Labe, průměrný roční průtok v Hřensku 308 m3/s
- česká řeka s největším povodím – Labe, celkem 144 055 km2, česká část povodí 49 933 km2[4](?) nebo 49 964 km2(?) nebo 51 103,9 km2[3](?) nebo 51 394 km2(?) nebo 51 406 km2[10]
- největší jezero – Černé jezero na Šumavě, plochu hladiny má 18,4 ha[10][3](?) nebo 18,5 ha[12][4](?); na 2. místě Čertovo jezero na Šumavě, 10,3 ha;[10] na 3. místě Plešné jezero na Šumavě, 7,5 ha[10]
- nejhlubší jezero – Černé jezero na Šumavě, 39,8 m[10][3](?) nebo 40,6 m(?) Černé jezero

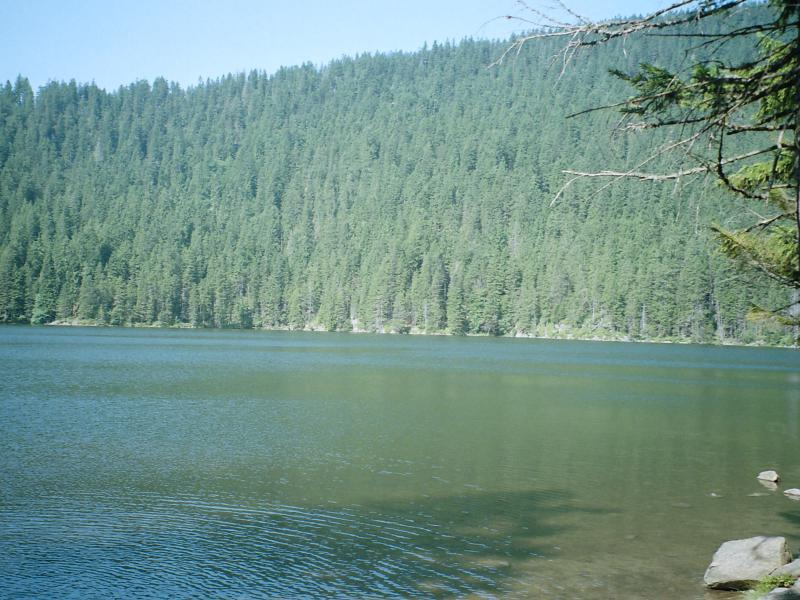
Černé jezero

- rybník s největším objemem vody – Staňkovský rybník, 6 600 000 m3 vody
- nejdelší rybník – Staňkovský rybník, 6 km dlouhý[12]
- nejhlubší rybník – Staňkovský rybník, 18 m hluboký[12]
- rybník s největší plochou hladiny – Rožmberk (u Třeboně), 4,89 km2,[10][3][12][4] jeho objem je 6 200 000 m3 vody, je to v současnosti rybník s největší plochou hladiny na světě[13] Rybník Rožmberk

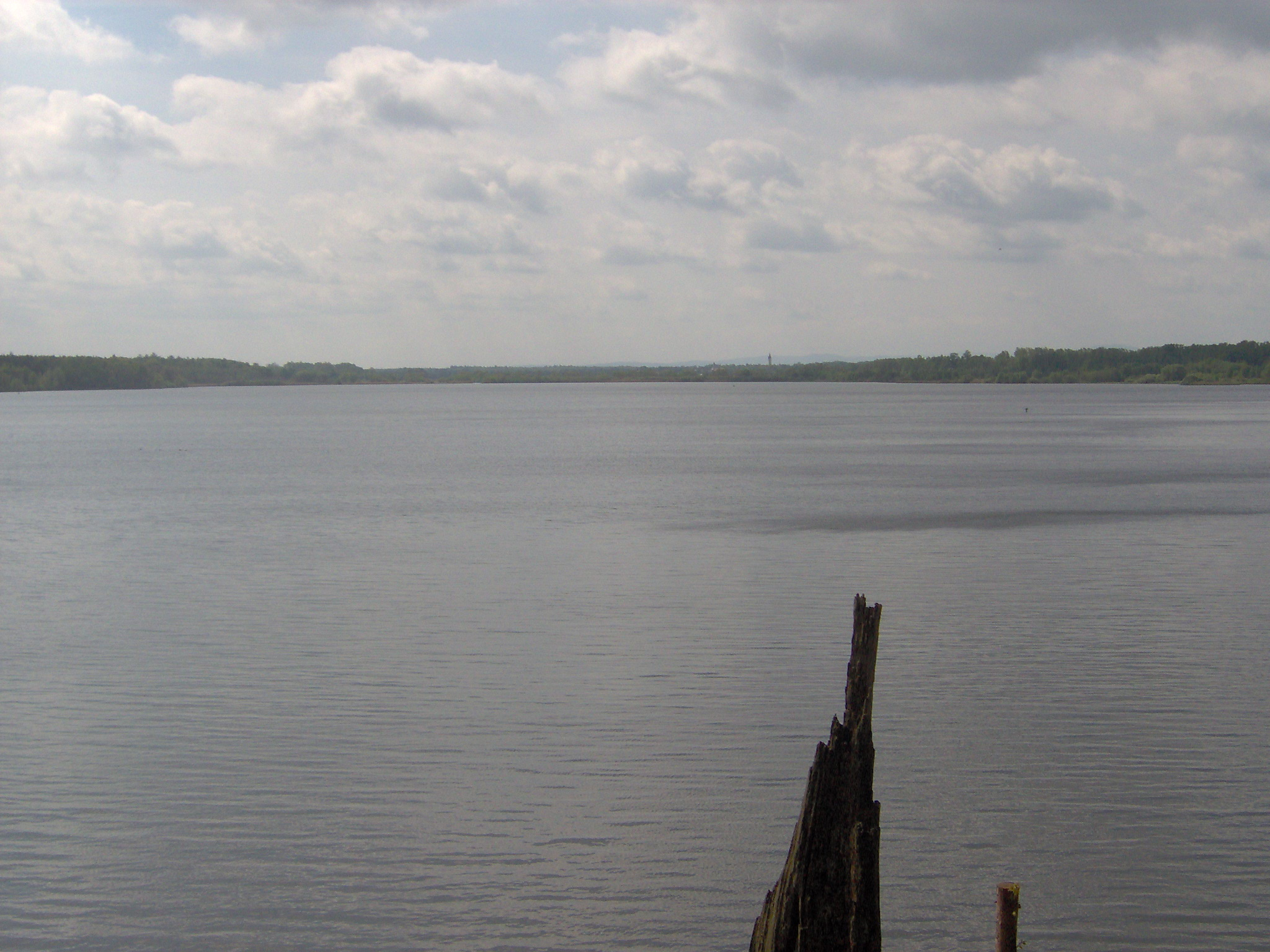
Rybník Rožmberk

- přehradní nádrž s největším objemem vody – Orlík (na Vltavě a Otavě), 704 000 000 m3(?) nebo 720 000 000 m3[10](?) nebo necelých 717 000  m3[14] (konkrétněji 716  600 000 m3[4])(?) vody
- přehradní nádrž s největší plochou hladiny – Lipno, 48,7 km2,[10][3][12][4] jeho objem je  309 502 000 m3 vody Vodní nádrž Lipno u Horní Plané

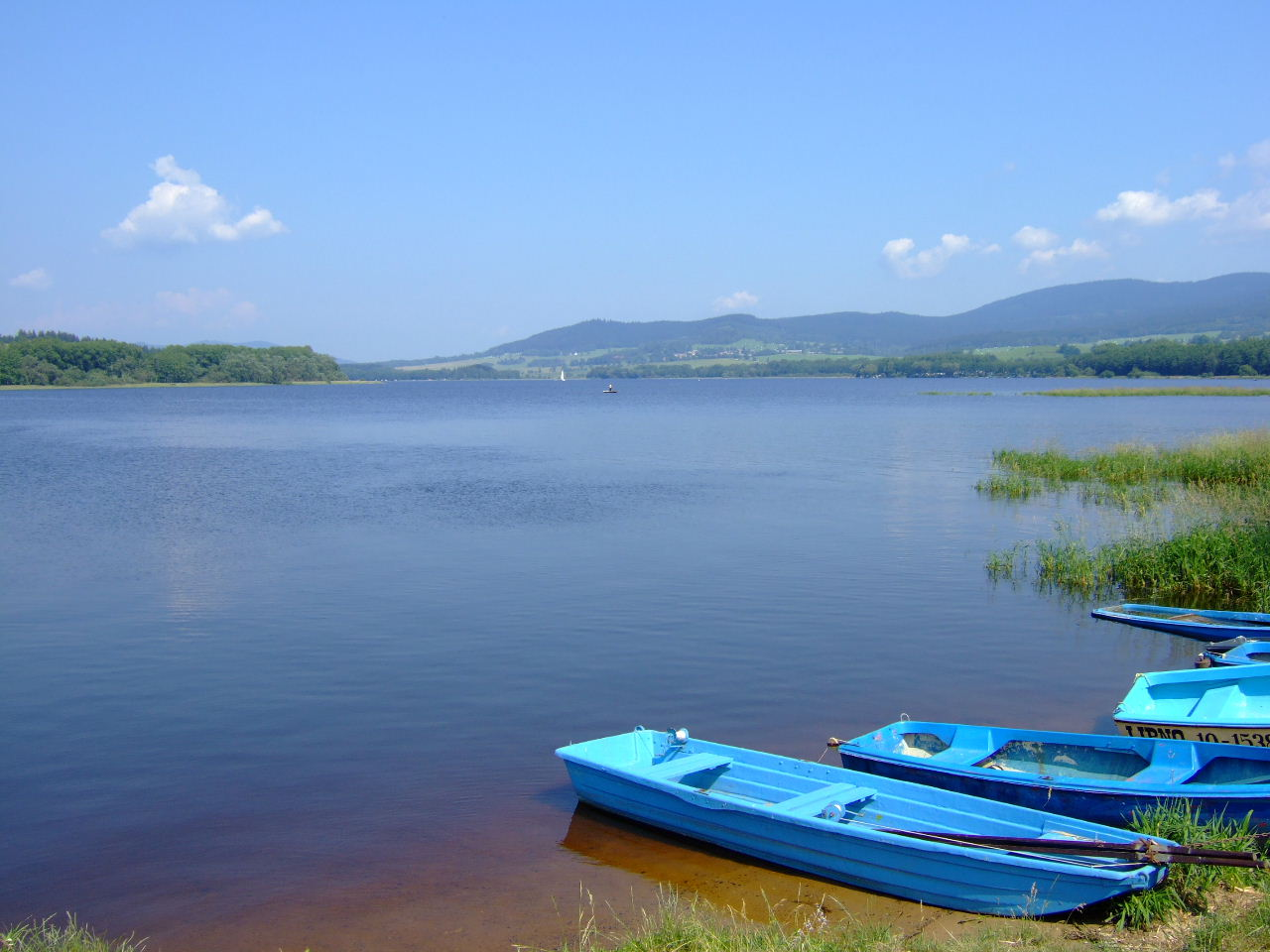
Vodní nádrž Lipno u Horní Plané

- nejvyšší přehradní hráz – Dalešice na řece Jihlavě (sypaná hráz), 100 m vysoká;[14] na 2. místě Orlík na Vltavě a Otavě (betonová hráz), 91,5 m vysoká
- nejvyšší betonová přehradní hráz – Orlík na Vltavě a Otavě, 91,5 m vysoká
- nejdelší sypaná přehradní hráz – Nechranice (na Ohři), 3286 m(?)[12] nebo 3280 m(?) dlouhá
- přehradní hráz s největší šířkou základů – Nechranice (na Ohři), základy jsou široké 800 m[14]
- nejvyšší vodopád – Pančavský vodopád v Labském dole v Krkonoších, 148 m[15]Horní část Pančavského vodopádu

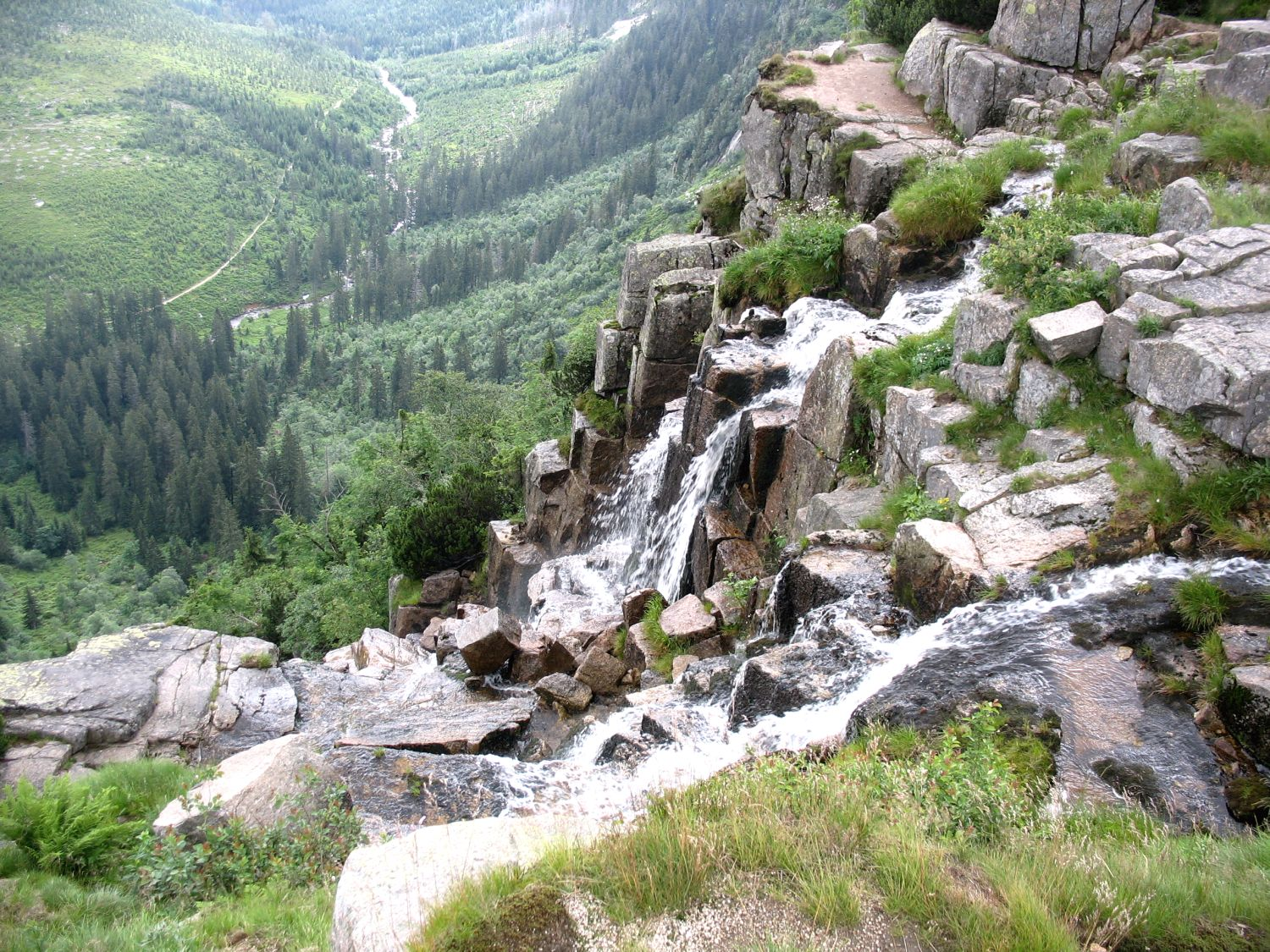
Horní část Pančavského vodopádu

- nejteplejší minerální pramen – Vřídlo v Karlových Varech, 72 °C[3][1](?) nebo 73 °C(?) nebo 73,4 °C(?) Karlovarské Vřídlo

### Počasí
- podnebná oblast zabírající největší území ČR – mírně teplá podnebná oblast
- nejvyšší průměrná roční teplota – 10,1 °C, Praha – Klementinum[16]
- nejnižší průměrná roční teplota – 0,2 °C[16], Sněžka[4]
- nejvyšší absolutní teplota – 40,4 °C, 20. 8. 2012, Dobřichovice (okres Praha-západ)[17]
- nejnižší absolutní teplota – -42,2 °C, 11. 2. 1929, Litvínovice (okres České Budějovice)[4]
- nejnižší absolutní teplota od roku 1961 – -41,6 °C, 30. 1. 1987, Kvilda-Perla (okres Prachatice)[18]
- nejvyšší průměrné roční srážky – 1705 mm, Bílý Potok (v Jizerských horách)[4] Klimadiagram Lysé hory

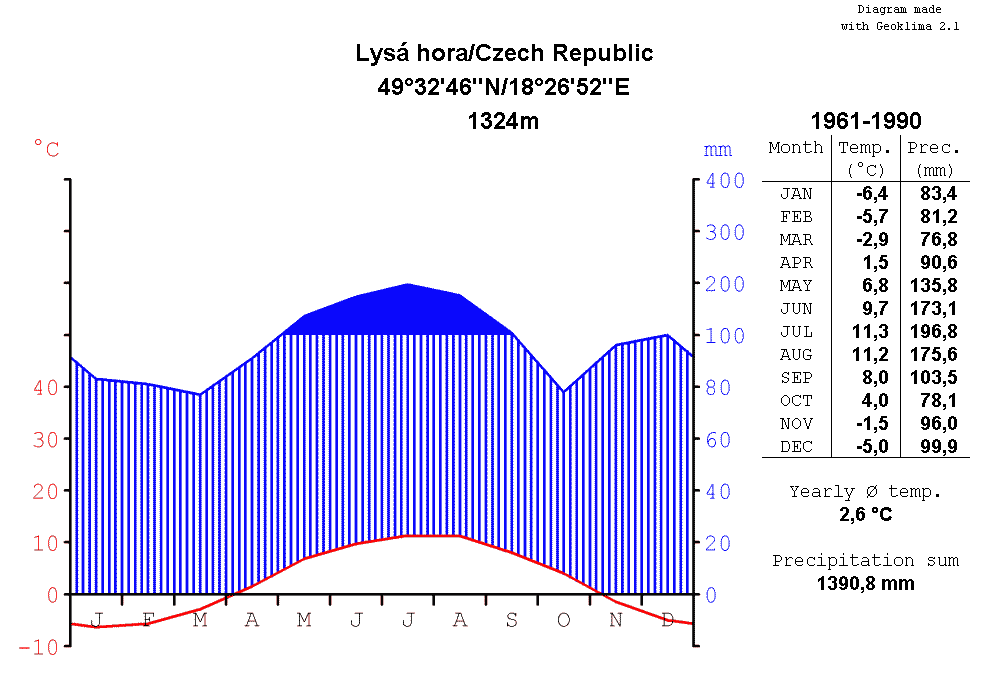
Klimadiagram Lysé hory

- nejnižší průměrné roční srážky – 410 mm, Libědice u Žatce[4]
- místo s největším množstvím srážek napršených za 24 h – Švýcárna (Loučná nad Desnou) (v Hrubém Jeseníku), 386 mm, 14. září 2024[19]
- nejvyšší naměřená rychlost větru – 216 km/h, 19. 1. 2007, Sněžka; na 2. místě – 198 km/h, 27. 10. 2002, Klínovec[4]

### Příroda
- nejrozšířenější půdní typ – kambizem (hnědá půda)[10]
- nejdelší jeskynní systém – Amatérská jeskyně v Moravském krasu, 34,9 km;[1] na 2. místě Býčí skála a Rudické propadání, obojí okolo 13 km
- nejhlubší jeskynní systém – Amatérská jeskyně, Býčí skála a Rudické propadání, všechny okolo 200 m
- nejhlubší propast – Hranická propast (u města Hranice v okrese Přerov, nedaleko Teplic nad Bečvou), celkově minimálně 519,5 m; propast je částečně zatopena Hranickým jezerem, hloubka suché části je 69,5 m, hloubka zatopené části není známa, minimálně však 450 m,[zdroj?][20]
- nejmohutnější propast – Macocha – hloubka suché části 138 metrů + cca dalších 30 metrů hloubka jezírka[21]
- nejdelší podzemní tok – Punkva. 10 kilometrů (délka podzemní části)[21]
- největší jeskynní dóm – Obří dóm (v Moravském krasu), měří 150 × 40 × 70 m[3]
- největší národní park – Národní park Šumava, 690,3 km²[22]
- nejstarší národní park – Krkonošský národní park, zřízen v roce 1963
- největší chráněná krajinná oblast – Chráněná krajinná oblast Beskydy, 1160 km²[23]
- nejstarší chráněná krajinná oblast – Český ráj, zřízen v roce 1955
- největší skalní brána – Pravčická brána (Národní park České Švýcarsko), 25 m vysoká, 16 m široká[3]
- nejrozšířenější strom – smrk (přes 50  % stromů)

### Doprava
- nejdelší železniční tunel – Ejpovický tunel ((na trati Praha – Plzeň), 4300 m; na 2. místě Březenský tunel, 1747 m[1]
- nejstarší provoz koněspřežné železnice – na trati České Budějovice–Linec (z Čech do Rakouska), z roku 1832, v současnosti již nefunguje[24]
- nejstarší parostrojní železnice – trať Vídeň–Břeclav–Brno (z Rakouska na Moravu), z roku 1839, nejstarší parostrojní železnice v Rakousku
- nejstarší síť tramvajové dopravy – v Brně, koněspřežná tramvaj od roku 1869, v roce 1884 nahrazena parní dráhou a v roce 1900 elektrickými tramvajemi
- nejstarší autobusová linka – autobusová linka mezi Lázněmi Bohdaneč a Pardubicemi, z roku 1908[25]
- nejkratší visutá lanová dráha – sedačková lanová dráha v Zoologické zahradě hlavního města Prahy v Praze–Troji; na 2. místě je osobní Přibližovací kabinková lanovka od parkoviště ke skiareálu Bubákov ve Vrchlabí, na 3. místě kabinová jednolanová dráha Punkevní jeskyně – Macocha
- nejkratší kabinová lanová dráha – osobní visutá jednolanová dráha Punkevní jeskyně – Macocha
- nejstrmější lanová dráha – osobní kabinová visutá jednolanová dráha Punkevní jeskyně – Macocha, průměrný sklon má 63,41 %[26]
- nejstarší kabinová lanovka – na trati Janské Lázně–Černá Hora, provoz zahájen roku 1928[25]
- nejstarší letiště – letiště v Plzni–Borech, otevřeno roku 1911,[25] zrušeno v 90. letech 20. století
- největší letiště – Letiště Václava Havla v Praze–Ruzyni

### Stavby
- nejvýše ležící železniční stanice – Kubova Huť (Šumava), 995 m[4]
- nejvyšší budova – AZ Tower v Brně, 111 m, 30 podlaží, postavená v roce 2013
- největší sportovní stadion – Strahovský stadion (až 240 000 návštěvníků[4](?) nebo 250 000 návštěvníků(?), zapsán v Guinnessově knize rekordů)
- největší hrad – Pražský hrad (v Praze), největší dosud existující hrad na světě[27] (zapsán v Guinnessově knize rekordů)
- nejstarší hrad – není známo: buď románská Přimda (v západních Čechách, z 12. století), nebo Pražský hrad (stáří neznámé)
- nejdelší most – Radotínský most, 2280 m[1]
- nejdelší obloukový dřevěný most – most přes Studenou Vltavu u Černého Kříže, 36 m[28]
- nejvyšší most – Žďákovský most (u Orlíku nad Vltavou, přes Vltavu), 90 m od nejhlubšího bodu údolí[4]
- nejstarší krytý dřevěný most – dřevěný most na hradě Pernštejně, ze 16. století[25]
- nejstarší krytý dřevěný most určený pro pěší a cyklisty – dřevěný most v Kynšperku nad Ohří (v okrese Sokolov)
- nejstarší zachovaný most – gotický Kamenný most v Písku (kamenný most, v Písku, přes Otavu), postaven roku 1263 (nejstarší kamenný most ve střední Evropě)[25]
- nejstarší dosud existující klášter – benediktinský Břevnovský klášter (v Praze–Břevnově), založen roku 993[25]
- nejvýše umístěná vyhlídková plošina rozhledny – Žižkovský vysílač (v Praze na Žižkově), 93 m nad zemí[4]
- největší jaderná elektrárna – Jaderná elektrárna Temelín (v roce 2003 měla elektrický výkon 2000 MW)[1]

### Ostatní
- největší územně správní kraj – Středočeský kraj
- nejmenší územně správní kraj – hlavní město Praha; na 2. místě Liberecký kraj; na 3. místě Karlovarský kraj
- územně správní kraj s největším počtem obyvatel – Středočeský kraj
- územně správní kraj s nejmenším počtem obyvatel – Karlovarský kraj
- největší obec – hlavní město Praha
- obec s největším počtem obyvatel – hlavní město Praha, má přes 1 350 000 obyvatel
- obec s nejmenším počtem obyvatel (kromě vojenských újezdů) – Vysoká Lhota, 14 obyvatel k 1. lednu 2021[29]
- obec s největší hustotou zalidnění – hlavní město Praha
- nejnavštěvovanější obec – hlavní město Praha (až 90 % zahraničních turistů, kteří navštíví ČR, navštíví i Prahu)
- obec s nejdelším názvem – 1. Nová Ves u Nového Města na Moravě, 2. Brandýs nad Labem-Stará Boleslav (28 písmen a 28 hlásek)
- část obce s nejdelším názvem – Velemyšleves-průmyslová zóna Triangle
- část obce s nejdelším jednoslovným názvem – Prostředkovice v okrese Jihlava, 14 písmen.
- město s nejkratším českým názvem – Aš (v západních Čechách), 2 písmena a 2 hlásky
- obec s nejkratším českým názvem – Aš (město v západních Čechách) a Eš (vesnice na Vysočině), obojí 2 písmena a 2 hlásky
- největší náměstí – Karlovo náměstí (v Praze), jeho plocha měří 8,5 ha[4] (80 550 m2)
- největší katastrální území – Morávka, okres Frýdek-Místek, 87,29 km2[30]
- nejstarší městský znak – znak města Brna, přesné stáří není známo, ale doklady o jeho užívání jsou již z počátku 14. století)[25]
- největší průmyslový podnik – Škoda Auto (v Mladé Boleslavi), v roce 2005 činil roční obrat 161 mil. Kč[4]
- nejstarší městské elektrické osvětlení – v Jindřichově Hradci, od roku 1888[25]